# Национальные военно-морские силы Колумбии
Национальные военно-морские силы Республики Колумбия (исп. Armada Nacional de la República de Colombia) — один из видов вооружённых сил Республики Колумбия. В основном включают в себя военно-морской флот, военно-морскую авиацию, морскую пехоту, части и подразделения специального назначения.

## Организация
- Морские Силы Карибского моря (исп. Fuerza Naval del Caríbe)
- Морские Силы Тихого океана (исп. Fuerza Naval del Pacífico)
- Морские Силы Юга (исп. Fuerza Naval del Sur) — речная флотилия.
- Командование морской пехоты (исп. Comando de Infantería de Marina)[2]
- Командование береговой охраны (исп. Comando de Guardacostas)[3]
- Командование морской авиации (исп. Comando de Aviación Naval)[4]
- Специфическое командование Сан-Андрес и Провиденсия (исп. Comando Específico de San Andrés y Providencia)[5]

## Пункты базирования

Основные морские базы ВМФ Колумбии
Исключительная экономическая зона
Морские и речные операционные базы флота
Базы и учебные центры морской пехоты

ВМФ Колумбии базируется на нескольких морских и речных базах. 

Основные базы:
- База Боливар (BN-1) в Картахене, 10°24′42″ с. ш. 75°32′55″ з. д.HGЯO
- База Байя Малага (BN-2) в Буэнавентуре,  3°58′08″ с. ш. 77°19′01″ з. д.HGЯO
- База Легисамо (BN-3) в Пуэрто-Легисамо, 0°12′10″ ю. ш. 74°46′37″ з. д.HGЯO
- База Сан-Андрес (BN-4) на одноимённом острове, 12°31′31″ с. ш. 81°43′48″ з. д.HGЯO
- База Барранкилья (BN-5) в одноимённом городе, 11°00′19″ с. ш. 74°47′08″ з. д.HGЯO

Другие операционные базы:
- База береговой охраны в Тумако, 1°48′43″ с. ш. 78°45′59″ з. д.HGЯO
- База морской пехоты в Летисии, 4°12′48″ ю. ш. 69°56′46″ з. д.HGЯO
- База морской пехоты в Пуэрто-Беррио 6°29′27″ с. ш. 74°23′44″ з. д.HGЯO
- База морской пехоты в Пуэрто-Карреньо 6°10′43″ с. ш. 67°28′54″ з. д.HGЯO
- База морской пехоты в Инириде 3°52′07″ с. ш. 67°55′43″ з. д.HGЯO

## Боевой состав

### Военно-морской флот

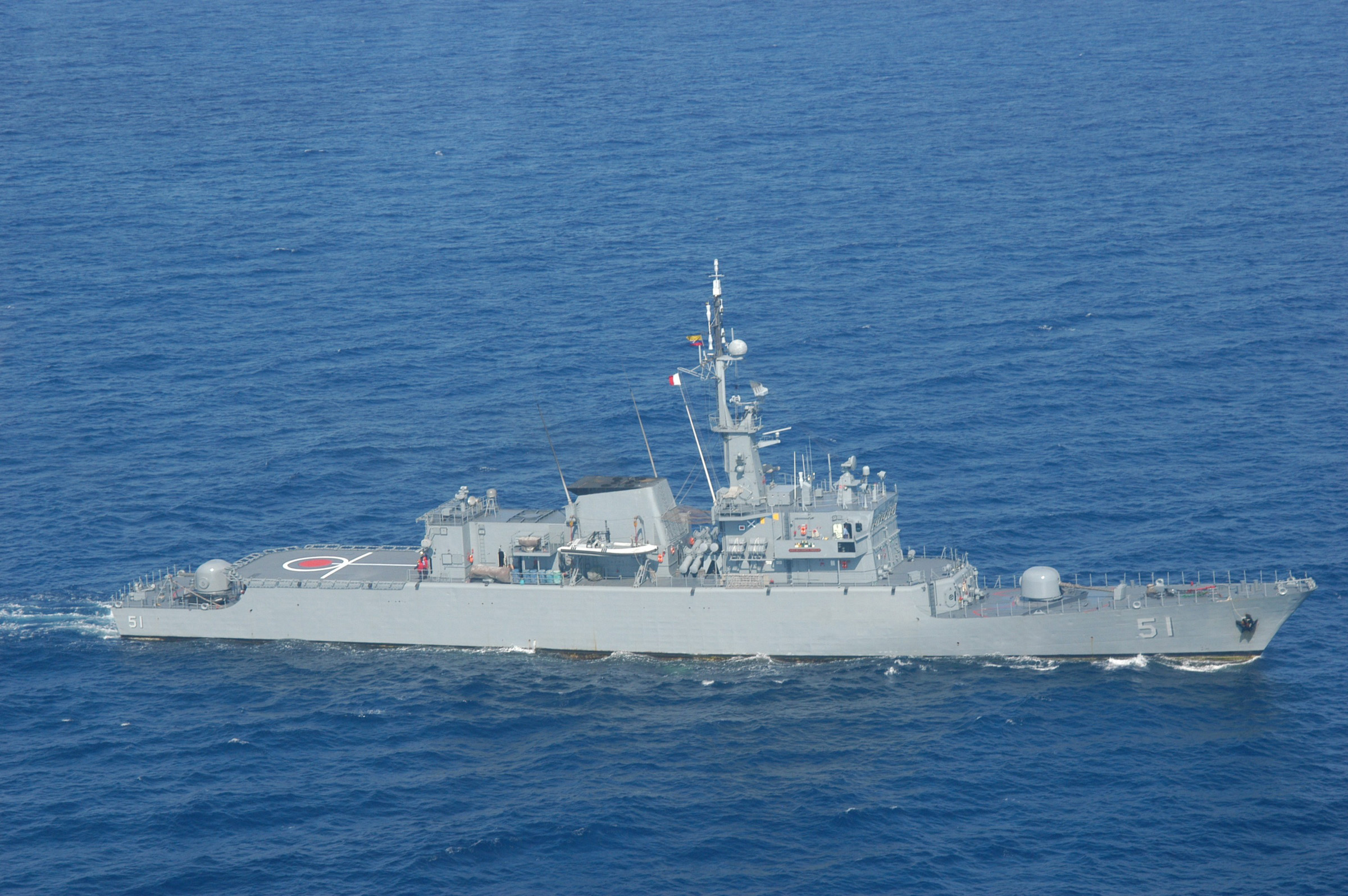
Фрегат ARC «Альмиранте Падилья» (FM-51)

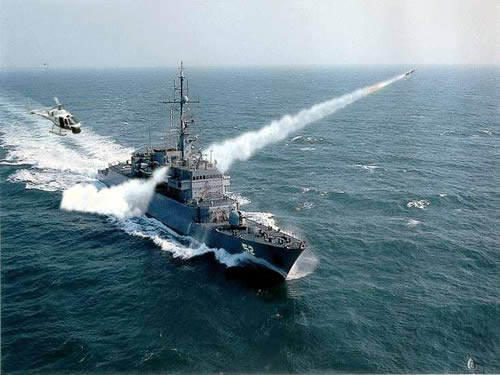
Фрегат ARC «Кальдас» (FM-52)

| Тип                           | Номер вымпела   | Наименование             | В составе флота        | Состояние       | Примечания      |
| Подводные лодки               | Подводные лодки | Подводные лодки          | Подводные лодки        | Подводные лодки | Подводные лодки |
| ----------------------------- | --------------- | ------------------------ | ---------------------- | --------------- | --------------- |
| Подводные лодки типа 209/1200 | S-28            | ARC «Пихао»              | с 14 апреля 1975 года  | в строю         |                 |
| Подводные лодки типа 209/1200 | S-29            | ARC «Тайрона»            | с 18 июля 1975 года    | в строю         |                 |
| Подводные лодки типа SX-506   | S-20            | ARC «Интрепидо»          | с 17 апреля 1973 года  | в строю         |                 |
| Подводные лодки типа SX-506   | S-21            | ARC «Индомабле»          | с 3 июля 1973 года     | в строю         |                 |
| Фрегаты                       |                 |                          |                        |                 |                 |
| Фрегаты типа FS 1500          | FM-51           | ARC «Альмиранте Падилья» | С 31 октября 1983 года | в строю         |                 |
| Фрегаты типа FS 1500          | FM-52           | ARC «Кальдас»            | С 12 февраля 1984 года | в строю         |                 |
| Фрегаты типа FS 1500          | FM-53           | ARC «Антиокья»           | С 30 апреля 1984 года  | в строю         |                 |
| Фрегаты типа FS 1500          | FM-54           | ARC «Индепендьенте»      | С 24 июля 1984 года    | в строю         |                 |

## Техника и вооружение

### Военно-морская авиация

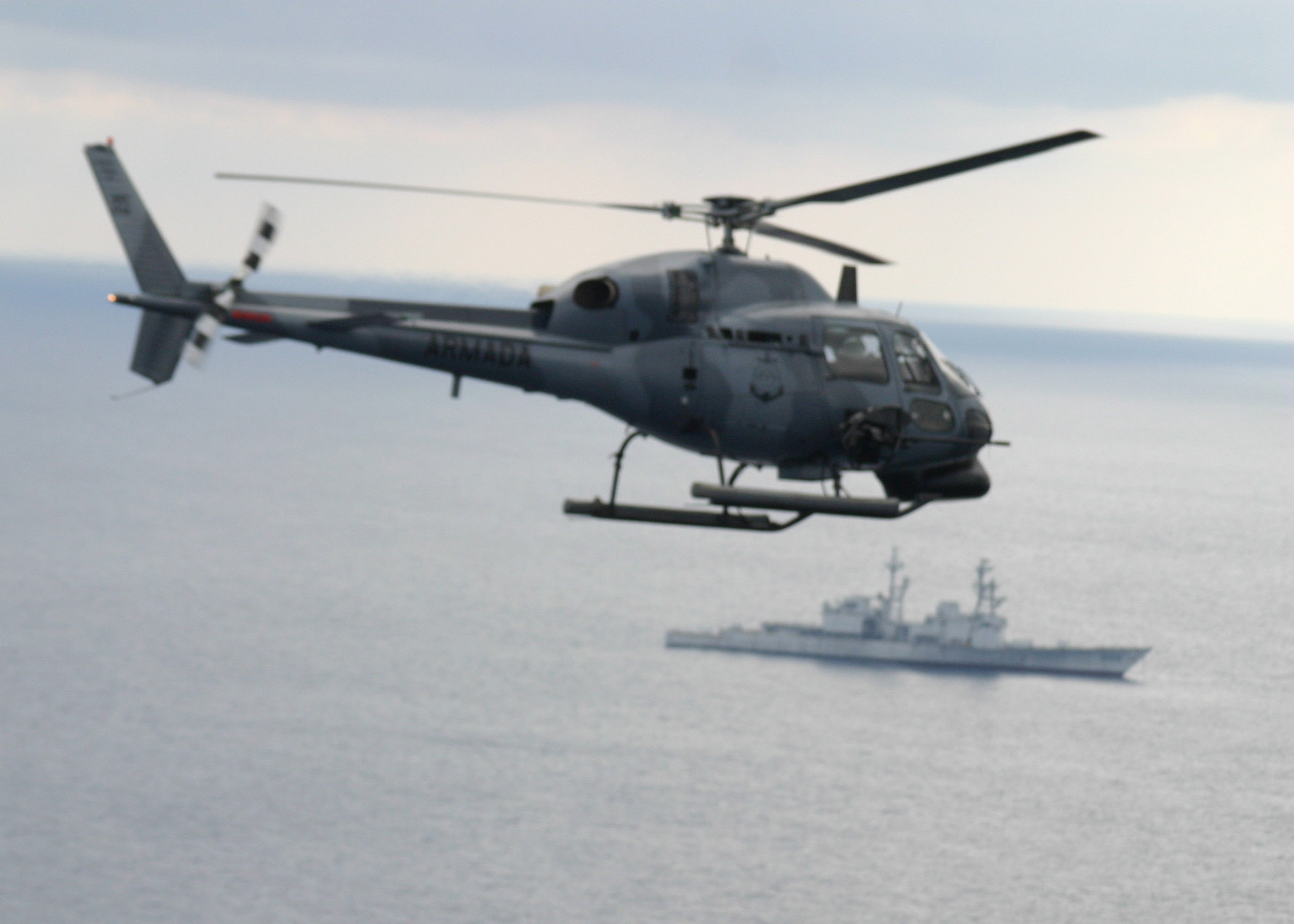

Данные о технике и вооружении авиации ВМС Колумбии взяты со страницы журнала Aviation Week & Space Technology.
| Тип                         | Производство | Назначение        | Количество | Примечания                                                                                               |          |
| Самолёты                    | Самолёты     | Самолёты          | Самолёты   | Самолёты                                                                                                 | Самолёты |
| --------------------------- | ------------ | ----------------- | ---------- | --- | -------- |
| CASA C-212-100              | Испания      |                   | 2          | |          |
| CASA CN-235                 | Испания      |                   | 2          | |          |
| Cessna 150                  | США          |                   | 1          | |          |
| Cessna 206                  | США          |                   | 7          | |          |
| Cessna 208B                 | США          |                   | 2          | |          |
| Gavilán 358                 | Колумбия     | общего назначения | 1          | |          |
| Piper PA-28                 | США          |                   | 2          | |          |
| Piper PA-31                 | США          |                   | 4          | |          |
| Rockwell 690                | США          |                   | 2          | |          |
| Вертолёты                   |              |                   |            | |          |
| Ми-8МТВ-1                   | СССР         | Многоцелевой      | 1          | Один взят в аренду в 2013 году у колумбийской авиакомпании Vertical de Aviacion. Бортовой номер ARC-306. |          |
| Bell Helicopter Textron 212 | США          |                   | 1          | |          |
| Bell Helicopter Textron 412 | США          |                   | 5          | |          |
| Eurocopter AS555            | Франция      |                   | 2          | |          |
| Eurocopter BK117            | Германия     |                   | 1          | |          |
| Eurocopter BO105CB          | Германия     |                   | 2          | |          |

## Префикс кораблей и судов
Корабли и суда ВМФ Колумбии имеют префикс ARC (исп. Armada de la Republica de Colombia — Военно-морские силы Республики Колумбия).

## Флаги кораблей и судов
| Флаг | Гюйс | Вымпел боевых кораблей |
| ---- | ---- | ---------------------- |
|      |      | нет данных             |

## Знаки различия

### Адмиралы и офицеры
| Категории               | Адмиралы      | Адмиралы                   | Адмиралы      | Адмиралы       | Старшие офицеры    | Старшие офицеры    | Старшие офицеры    | Младшие офицеры   | Младшие офицеры     | Младшие офицеры     |
| ----------------------- | ------------- | -------------------------- | ------------- | -------------- | ------------------ | ------------------ | ------------------ | ----------------- | ------------------- | ------------------- |
|                         |               |                            |               |                |                    |                    |                    |                   |                     |                     |
| Испанское звание        | Almirante     | Vicealmirante del Escuadra | Vicealmirante | Contralmirante | Capitán de Navío   | Capitán de Fragata | Capitán de Corbeta | Teniente de Navío | Teniente de Fragata | Teniente de Corbeta |
| Российское соответствие | Адмирал флота | Адмирал                    | Вице-адмирал  | Контр-адмирал  | Капитан 1-го ранга | Капитан 2-го ранга | Капитан 3-го ранга | Капитан-лейтенант | Старший лейтенант   | Лейтенант           |

### Подофицеры и матросы
| Категории               | Подофицеры              | Подофицеры      | Подофицеры         | Подофицеры         | Подофицеры         | Mатросы          | Mатросы          |
| ----------------------- | ----------------------- | --------------- | ------------------ | ------------------ | ------------------ | ---------------- | ---------------- |
|                         |                         |                 |                    |                    |                    |                  |                  |
| Испанское звание        | Suboficial Jefe Técnico | Suboficial Jefe | Suboficial Primero | Suboficial Segundo | Suboficial Tercero | Marinero Primero | Marinero Segundo |
| Российское соответствие |                         |                 |                    |                    |                    |                  |                  |